# گئورگی بوژانوف
گئورگی بوژانوف (بلغاری: Георги Божанов؛ زادهٔ ۷ اکتبر ۱۹۸۸) بازیکن فوتبال اهل بلغارستان است.